# Държавна агенция „Държавен резерв и военновременни запаси“
Държавна агенция „Държавен резерв и военновременни запаси“ е държавна агенция в България, отговорна за управлението на държавния резерв от важни за националната сигурност продукти. Бюджетът ѝ за 2022 година е 102 милиона лева.
Създадена е през 1950 година като Управление за държавно снабдяване и държавен резерв и впоследствие е неколкократно преименувана – на Главно управление на държавните резерви от 1969 година, Главно управление „Икономика на отбраната и държавен резерв“ от 1991 година, Главно управление „Държавен резерв и военновременни запаси“ от 1993 година, а сегашното си име носи от 2001 година. Агенцията администрира 42 складови бази, разпределени в 6 териториални дирекции с центрове във Варна, Велико Търново, Плевен, София, Пловдив и Бургас, както и централна техническа база в Соколово.
Станимир Пеев e най-дълго управлявалият председател на институцията с два мандата -  2009г.–2013г. и 2014г.–2021г.